# Hello Down There
Pour plus de détails, voir Fiche technique et Distribution.
Hello Down There est un film américain Réalisé par Jack Arnold et Ricou Browning, sorti en 1969.

## Fiche technique
- Titre : Hello Down There
- Réalisation : Jack Arnold et Ricou Browning
- Scénario : Art Arthur, Ivan Tors, John McGreevey et Frank Telford
- Société de production : Paramount Pictures
- Pays d'origine :  États-Unis
- Format : Couleurs - 1,85:1 - Mono
- Genre : Film musical
- Date de sortie : 1969

## Distribution
- Tony Randall : Fred Miller
- Janet Leigh : Vivian Miller
- Jim Backus : T.R. Hollister
- Ken Berry : Mel Cheever
- Roddy McDowall : Nate Ashbury
- Charlotte Rae : Myrtle Ruth
- Richard Dreyfuss : Harold Webster
- Lou Wagner : Marvin Webster
- Bruce Gordon : Sheridan
- Arnold Stang : Jonah
- Harvey Lembeck : Sonarman
- Lee Meredith : Dr Wells
- Merv Griffin : Lui-même